# Сульфид кадмия
Сульфи́д ка́дмия — химическое соединение кадмия и серы с формулой CdS.
Сульфид кадмия существует в виде минералов гринокит и хоулиит, которые встречаются в виде жёлтых налетов на сфалерите (ZnS) и смитсоните.

## Распространение в природе
На территории бывшего СССР хоулитсодержащие руды встречаются в Алтын-Топкан в Узбекистане. Гринокит, как правило, обнаруживается в ксантохроите в виде рентгеноаморфной разности. Минералы гринокит и хоулиит не широко распространены в природе, поэтому для промышленного использования и научно-технических работ сульфид кадмия получают путём синтеза.

## Структурные свойства
Сульфид кадмия кристаллизуется в двух основных модификациях — сфалерит (цинковая обманка) и вюрцит.
Для гринокита характерна гексагональная структура вюрцита. Он имеет желтоватый цвет с удельной массой 4,7 г/см³ и твердостью Мооса 3,8. Хоулиит имеет кубическую структуру сфалерита (цинковой обманки).

## Применение

### Пигменты
Пигменты на основе сульфида кадмия ценятся за их хорошую температурную стабильность во многих полимерах, например, конструкционных пластмассах. При замещении части атомов серы селеном в кристаллах CdS можно получать самые разнообразные цвета красителей от зелёно-жёлтого до красно-фиолетового. Климатическая устойчивость для этого красителя равна 8, то есть он устойчив к солнечному ультрафиолетовому излучению. Краска на основе сульфида кадмия называется кадмиевая желть, кадмиевый жёлтый или просто кадмий.

### Оптоэлектроника и люминесценция
Сульфид кадмия является широкозонным полупроводником с шириной запрещённой зоны 2,42 эВ при 300 K. Это свойство CdS используется в оптоэлектронике, как в фотоприёмниках, так и в солнечных батареях. Сульфид кадмия используют для изготовления фоторезисторов (приборов, электрическое сопротивление которых меняется в зависимости от освещенности).
Сульфид кадмия применяется в качестве люминофора (также в смеси с сульфидом цинка и прочими примесями).

### Регистрация элементарных частиц
Из монокристаллов сульфида кадмия изготавливают сцинтилляторы для регистрации элементарных частиц и гамма-излучения.

### Лазерная техника
Монокристаллы сульфида кадмия могут использоваться в качестве рабочего тела твердотельных лазеров.

### Пьезо- и пироэлектрика
Обе кристаллические модификации CdS (кубическая и гексагональная) проявляют пьезоэлектрические свойства, а гексагональная, кроме того, — пироэлектрические.

### Нанотехнологии
На основе сульфида кадмия создают наноструктурированные материалы (квантовые точки, нанопроволоки, нанотрубки и т. д.), то есть обычные соединения, синтезированные в искусственно созданных границах «ограниченной геометрии». Такие материалы находят применение в медицине и биологии в качестве люминесцентных меток. Также они могут использоваться в оптоэлектронике, лазерах, светодиодах, QD-LED дисплеях и т. д.